# UTC−12:00
| Južni poletni/severni standardni čas Morska območja | Severni poletni/južni standardni čas Standardni čas vse leto |

UTC−12:00 je časovni pas z zamikom −12 ur glede na univerzalni koordinirani čas (UTC). Gre za pretežno oceanski pas ob mednarodni datumski meji med 180° in 172°30' zahodne zemljepisne dolžine, sredi Tihega oceana. Znotraj teh zemljepisnih dolžin leži nekaj oceanskih otočij, ki pa se iz političnih ali gospodarskih razlogov ravnajo po drugih časovnih pasovih.
Čas se uporablja samo na naslednjih ozemljih brez stalne naselitve (stanje v začetku leta 2016):

## Kot standardni čas (vse leto)

### Oceanija
- Združene države Amerike:
  - Bakerjev otok in Howlandov otok